# (2296) Kugultinov
(2296) Kugultinov (1975 BA1) – planetoida z pasa głównego asteroid okrążająca Słońce w ciągu 5,68 lat w średniej odległości 3,18 au. Odkryta 18 stycznia 1975 roku.